# 小行星55874
小行星55874（55874 Brlka）是一颗绕太阳运转的小行星，为主小行星带小行星。该小行星于1997年10月28日发现。
該小行星以捷克業餘天文學家佩特爾·布爾卡（Petr Brlka）命名。

## 轨道参数
小行星55874的轨道半长轴为2.6060101 UA，离心率为0.218。